# 伊號第三百六十八潛艦
伊号第三六八潜水艦（いごうだいさんびゃくろくじゅうはちせんすいかん）是大日本帝国海军的一艘潜水艇。伊三六一型潜水艦的8号艦。参加回天攻撃隊时在硫磺岛附近被击沉。

## 艦歷
- 1942年 “改マル5计划”第5468号艦
- 1943年7月15日 横須賀海軍工廠开工
- 1944年1月29日 下水
- 1944年8月25日 竣工。船籍编入佐世保鎮守府
- 1944年11月27日 编入第7潜水战隊
- 1945年2月20日 作为千早隊出击前往大津島
- 1945年2月27日 在硫磺岛附近遭到艦載機攻撃而沉没，艇上乗員85名以及回天搭乗員10名全員战死
- 1945年3月14日 确认在硫磺岛附近损失
- 1945年4月10日 除籍

## 歴代艦長
1. 中山伝七少校（1944年8月25日-）
2. 入沢三輝大尉（1944年8月31日-）